# Спектор Володимир Давидович
У Вікіпедії є статті про інших осіб з таким прізвищем, див. Спектор.
Володимир Давидович Спектор (нар. 19 червня 1951, Ворошиловград) — поет, публіцист, журналіст і літературний діяч, Заслужений працівник культури України (2010), член Президії Міжнародного Літфонду (Москва), Почесний голова Правління Міжрегіональної спілки письменників, Прапороносець Голів Земної Кулі (з 2014).

## Біографія
Народився 19 червня 1951 року в місті Ворошиловграді (нині — Луганськ). Навчався в Луганському машинобудівному інституті. З 1975 по 1996 рік працював конструктором, провідним конструктором на Луганському тепловозобудівному заводі (ПАТ «Луганськтепловоз»). Автор 25 винаходів. Винахідник СРСР, член-кореспондент Транспортної академії України.
Першу книгу віршів («Старі борги») надрукував 1990 року у видавництві «Донбас». Друкувався в журналах, альманахах, поетичних антологіях, видав більше 20 книг віршів і нарисової прози.
Працював заступником директора радіокомпанії «Скайвей» (1996—1999), головним редактором телекомпанії «Ефір-1» (1999—2002), власкором газети «Магістраль», прес-секретарем ПАТ «Луганськтепловоз», головним редактором науково-технічного журналу «Трансмаш» (2002—2015), літературного альманаху й сайту «Свій варіант». Більш п'ятдесяти знятих по його сценаріях телепрограм демонструвалося центральними українськими телеканалами.
Член творчих спілок: Міжрегіональної спілки письменників (з 1998 року голова Правління), Міжнародного Співтовариства Письменницьких Союзів (з 1998 року до 2014 р. член Виконкому й Президії Міжнародного Літфонду), Конгресу літераторів України (з 2009 по 2017 роки — співголова КЛУ), Національної спілки журналістів України (з 1993 року).
З 2015 року живе в Німеччині (Bad Soden am Taunus).

## Нагороди
Медалі «За заслуги перед Луганщиною» ІІІ ступеня (2011) і «За заслуги перед Луганськом» (2011)
Медаль імені Володимира Даля (2011)

## Книги
- «Старые долги» (1990)
- «Усталый караул» (1991)
- «Прямая речь»
- «Не по Гринвичу отсчитывая час»
- «Ничего не изменилось»
- «История любви забытой»
- «Призрак счастья»
- «Степень свободы»
- «Прямо по курсу — жизнь»
- «В дыхании пространства»
- «Время предпоследних новостей»
- «В Луганске-Ворошиловграде»
- «Всё это нужно пережить»
- «Есть еще для счастья время»
- «Мальчик с улицы Английской»

## Літературні премії
- Імені Миколи Тихонова (1999)
- Імені Юрія Долгорукого (2008)
- Імені Сергія Михалкова (2010)
- Імені Арсенія Тарковського (2011)[3]
- «Коло Споріднення» імені Ріталія Заславського (2012)[4]
- Імені Андрія Жданова (літературна премія Білоруської спілки письменників, 2012 р.)

У 2015 році В. Спектор став лауреатом фестивалю «OPEN EURASI AND CENTRAL ASI BOOK FORUM & LITERATURE FESTIVAL — 2015»
У 2016 році книга «Все це потрібно пережити» стала лауреатом конкурсу «Книга року» за версією німецького союзу книговидавців